# جاكلين بيرين
جاكلين بيرين أو بيرن (بالفرنسية: Jacqueline Pirenne) (1918 - 1990) هي عالمة آثار وكاتبة نقوش فرنسية، مختصة في جنوب الجزيرة العربية القديمة وإثيوبيا.

## حياتها
ولدت جاكلين بيرينفي بلدية "نويي سور سين" الفرنسية، وجدها من أبيها المؤرخ البلجيكي هنري بيرين من جهة والدها هنري بيرين، التحقت جاكلين بيرين بمدرسة ليسيه موليير [الإنجليزية] في باريس (الدائرة السادسة عشرة) وحصلت على درجة البكالوريوس في الفلسفة من جامعة السوربون في عام 1939. وأجرت بعد الحرب العالمية الثانية مزيدًا من الدراسة في فقه اللغة والتاريخ الشرقي في الجامعة الكاثوليكية في لوفان، حيث أكملت أطروحتها للدكتوراه في عام 1954. 
ركزت أبحاثها على جنوب شبه الجزيرة العربية (اليمن)، وخاصة سبأ وقتبان القديمة، واللغات السامية في شبه الجزيرة العربية . استخدمت أطروحتها للدكتوراه، التي أشرف عليها جونزو ريكمانز ورينيه ديسو، مقارنات بين الفن اليوناني وفن شبه الجزيرة العربية وانتهت إلى اقتراح فرضية "التسلسل الزمني القصير" لعمر ممالك العربية الجنوبية القديمة، والتي وضعت أصل هذه الممالك في القرن الخامس قبل الميلاد ، مستندة إلى شكل الخط قبل أن يتخلى العلماء عن نظريتها لاحقاً، ويتضح أن عمر ممالك جنوب الجزيرة يمتد إلى ما لا يقل عن بداية الألف الأول قبل الميلاد.
وعملت بيرين من عام 1957 إلى عام 1985، في المركز الوطني الفرنسي للبحث العلمي (CNRS)، وترقت في النهاية إلى منصب مدير الأبحاث. وفي الفترة من 1960 إلى 1971، أنتج بيرين عددًا من الدراسات حول النحت والعناصر المعمارية في جنوب الجزيرة العربية. وفي الفترة من 1974 حتى 1986، أشرفت على أعمال التنقيب في شبوة عاصمة حضرموت القديمة. ونُشر المجلد الأول من تقارير التنقيب، الذي يحتوي على النقوش الموجودة في الموقع، من قبل بيرين في عام 1990. بمساعدة أندريه دوبون سومر ، وصدرت في "مجموعة النقوش الآثار العربية الجنوبية" في سبعة مجلدات بين عامي 1977 و1986 
بعد أن تركت المركز الوطني للبحوث العلمية في عام 1985، أمضت بيرين عامين في أديس أبابا، حيث عملت على التسلسل الزمني لملوك أكسوم وساعدت في دعم الأيتام الإثيوبيين.  ثم واصل أحد تلاميذها عملها في هذا المجال، غيغار تسفاي . 
عادت إلى فرنسا عام 1987 لتتولى رئاسة مقعد الدراسات السبئية في جامعة ستراسبورغ، وتوفيت بيرين في حادث سير في ستراسبورغ عام 1990

## اعمال مختارة
- 1955/57. Paleographie des inscriptions sud-arabes (Palaeography of the South Arabian Inscriptions). Presses de la Academie, Brüssel.
- 1958 À la découverte de l'Arabie. Cinq siècles de science et d'aventure (On the Discovery of Arabia: Five centuries of scholarship and adventure). Paris.
- 1960. "La Grèce et Saba. Une nouvelle base par le chronologie sud-arabe" (Greece and Sheba: A new basis for South Arabian chronology). In: Mémoires présentés par divers savants à l'أكاديمية النقوش والآداب 15 pp. 89–196.
- 1961. Le royaume sud-arabe de Quataban et sa datation d'apres l'archeologie et les sourches classiques jusqu'au Periple de la Mer erithree (The South Arabian Kingdom of Qataban and its chronology on the basis of archaeology and the classical sources up to the Periplus of the Erythraean Sea. Publication universitaires, Louvain.
- 1963. Aux Origines de la graphie syriaque (On the Origins of Syriac writing. Geuthner, Paris.
- 1977–1986. Corpus des Inscriptions et Antiquités sud-arabes (Corpus of South Arabian Inscriptions and Antiquities) Académie des inscriptions et belles-lettres
- 1990. Fouilles de Shabwa I, Les témoins écrits de la région de Shabwa et l'Histoire (Excavations at Shabwa I: The written sources of the region of Shabwa and its history), BAH 134.

## فهرس
- Lanfranco Ricci, "Jacqueline Pirenne." Rassegna di Studi Etiopici 33 (1989), p. 163
- Ernest Will: "Jacqueline Pirenne (1918-1990)." Syria. Archéologie, art et histoire 68 (1991), pp. 465–466, ISSN 0768-2506 (Full text).